# Isildurs Bane
Isildurs Bane is een symfonische rockband uit Zweden. 

## Band
De bandnaam voert terug op Isildur uit de werken van J.R.R. Tolkien. Bane is Engels voor vloek. Isildur's Vloek is een bijnaam voor de Ene Ring
De band werd in 1976 opgericht door Kjell Severinsson, Jan Severinsson, Mats Nilsson, Bengt Johnsson en Dan Andersson. Zij lieten zich beïnvloeden door de muziek van Gentle Giant, Genesis, Emerson, Lake & Palmer als ook Camel. Als snel voegde zich Mats Johansson bij de band, die in de jaren daarna het muzikale roer overnam. In de 21e eeuw ging de band projectmatig werken, waarbij allerlei muzikale gasten werden ingeschakeld; wel vanuit de progressieve rock of jazz. Voorbeelden daarvan zijn samenwerkingen met Mick Karn, Pat Mastelotto, Markus Reuter, Adrian Belew, Marco Minneman, Tony Levin, Jakko Jakszyk, Phil Manzanera, Richard Barbieri, Steve Hogarth, Peter Hammill en David Torn.

## Bandleden
- Klas Assarsson - percussie
- Jonas Christophs - gitaar
- Fredrik Johansson - bas
- Mats Johnsson - keyboard
- Kjell Severinsson - percussie

## Discografie
- Sagan om ringen (1981); cassette-uitgave
- Sagan om den Irländska älgen (1984)
- Sea reflections (1985)
- Eight moments of eternity (1987)
- Sagan om ringen (1988); elpee-uitgave
- Cheval - Volonté de rocher (1989)
- The voyage (A trip to elsewhere) (1992)
- Lost eggs (1993)
- The Zorn Trio plays Mats Johansson (1996)
- Mind, volume 1 (1997)
- Mind, volume 2: Live (2001)
- Mind, volume 3 (2003) (& Metamorfosi Trio)
- Mind, volume 4: Pass (2003)
- Mind. volume 5: The Observatory (2005)
- Songs from the Observatory (2005)
- Colours not found in nature (2017) (& Steve Hogarth)
- In Amazonia (2019) (& Peter Hammill)
- In Disequilibrium (2021) (& Peter Hammill)
- The Pearl of Ever Changing Shell (2024) (& Jinian Wilde)